# Arnold Haskell
Arnold Lionel(l) Haskell (19 de julio de 1903, Londres - 14 de noviembre de 1980, Bath) fue un crítico de danza británico que fundó la Sociedad de Camargo en 1930. Junto a Ninette de Valois, fue de gran influencia en el desarrollo de la Royal Ballet School, después se convirtió en director de la escuela.
Quedó fascinado por el ballet desde los trece años de edad, cuando su madre le convenció para venir con ella a ver a Alicia Markova en el estudio de Seraphine Astafieva en Chelsea.
Haskell primero fue a Australia en 1936, con la visita del Ballets Ruso de Montecarlo, como publicista y periodista, escribiendo artículos y reseñas para varios periódicos y revistas australianos, como The Home, y envió informes a Inglaterra para revistas como The Dancing Times. Su libro Dancing round the World, publicado en Londres en 1937, es un relato de sus aventuras en esa gira.
Regresó a Australia en 1938 para reunir material para Waltzing Matilda: una historia de Australia publicada en 1943. En esta segunda visita continuó escribiendo artículos y reseñas en periódicos y revistas australianos, esta vez para la segunda compañía del Ballets Russes, el Covent Garden Russian Ballet.
Escribió para el Daily Telegraph entre 1934 y 1947.
En 1974, la Universidad de Bath le concedió un doctorado honoris causa (Doctor en Letras).

## Obras literarias
- Sir Jacob Epstein, The Sculptor speaks: Jacob Epstein to Arnold L.Haskell. A series of conversations on art (London: Heinemann, 1931).[4]
- Balletomania: the story of an obsession (London: V. Gollancz, 1934).[5]
- Diaghileff: his artistic and private life (London: Victor Gollancz, 1936). Escrita en colaboración con with Walter Nouvel.[6]
- Felicity dances; a children's tale about the ballet (London, New York (etc.): T. Nelson and sons, ltd. (1937)).[7]
- Dancing round the world: memoirs of an attempted escape from ballet (London: V. Gollancz, 1937). Dibujos de Daryl Lindsay.  Publicado en Nueva York por Dodge Publishing Co. en 1938.[8]
- Ballet; a complete guide to appreciation, history, aesthetics, ballets, dancers (Harmondsworth, Middlesex, Eng.: Penguin books, limited (1938).[9]
- Waltzing Matilda: a background to Australia (London: Adam and Charles Black, 1940).[10]
- Ballet to Poland (London: Adam and Charles Black, 1940).[11]
- Australia (London: Collins for Penns in the Rocks Press, 1941). De la serie The British Commonwealth in pictures.[12]
- The Australians: the Anglo-Saxondom of the southern hemisphere: an historical sketch (London: A.& C. Black, 1943).[13]
- The national ballet: a history and a manifesto (London: A. & C., Black, 1944). 'Con una introducción de Ninette de Valois'.[14]
- Miracle in the Gorbals: a study (Edinburgh: The Albyn Press, 1946).] A discussion of Robert Helpmann's choreography, Michael Benthall's scenario, and Arthur Bliss' music for the ballet of the same name.[15]
- The making of a dancer, and other papers on the background of ballet (London, A. & C. Black, 1946).[16]
- Ballet since 1939 (London, New York etc.: Pub. for the British council by Longmans Green & co (1946)). Bibliografía de libros sobre ballet británico publicados desde 1939.[17]
- Prelude to ballet: an analysis and a guide to appreciation (London : Thomas Nelson & Sons, 1947). Edición nueva, revisada.[18]
- Ballet, a reader's guide ((London): Cambridge Univ. Press, 1947).[19]
- Ballet vignettes (Edinburgh: Albyn Press, 1948).[20]
- Going to the ballet (London: Phoenix House, 1950).[21]
- Ballet, 1945-1950 (London, New York: Published for the British Council by Longmans, Green (1951)).[22]
- A picture history of ballet (London: Hulton Press, 1954).[23]
- Arnold Haskell, Mark Bonham Carter, Michael Wood (eds.) Gala performance (London: Collins, 1955). With a foreword by H.R.H. the Princess Margaret.[24]
- Ballet retrospect (London: B. T. Batsford (1964)).[25]
- Heroes and roses: a view of Bulgaria (London: Darton, Longman & Todd, 1966).[26]
- Ballet russe: the age of Diaghilev (London: Weidenfeld & Nicolson, 1968).[27]
- The wonderful world of dance (Garden City, N.Y.: Doubleday (1969)).[28]
- Infantilia: the archaeology of the nursery (London: Dobson, 1971).[29]
- Balletomane at large: an autobiography (London: Heinemann, 1972).[30]